# Bill Chamberlain
William Martin "Bill" Chamberlain (Long Island, Nueva York, 16 de diciembre de 1949–14 de julio de 2025) fue un jugador de baloncesto estadounidense que disputó una temporada en la NBA y otra más en la ABA. Con 1,98 metros de estatura, jugaba en la posición de alero.

## Trayectoria deportiva
Bill Chamberlain comenzó a jugar al baloncesto en la high school Long Island Lutheran en Brookville, en el estado de Nueva York.

### Universidad
Jugó durante tres temporadas con los Tar Heels de la Universidad de Carolina del Norte en Chapel Hill, en las que promedió 12,1 puntos y 6,2 rebotes por partido. En 1971, y tras la lesión del máximo anotador del equipo, Dennis Wuycik, se erigió en protagonista del partido en la final del NIT ante la Universidad de Massachusetts, dejando a su mejor jugador, Julius Erving en 13 puntos, y anotando él 24, ganando el torneo y siendo elegido mejor jugador del mismo. Al año siguiente sería incluido en el segundo mejor quinteto de la Atlantic Coast Conference.

### Profesional
Fue elegido en la cuadragésimo tercera posición del Draft de la NBA de 1972 por Golden State Warriors, y también por los Carolina Cougars en el Draft de la ABA, pero acabó fichando por los Memphis Tams, donde únicamente jugó 7 partidos, en los que promedió 2,9 puntos y 1,6 rebotes, antes de ser traspasado a Kentucky Colonels a cambio de Wendell Ladner.
En los Colonels, actuando como suplente, terminó la temporada promediando 5,5 puntos y 2,5 rebotes por partido. Con la temporada 1973-74 de la NBA ya comenzada, los Warriors, poseedores de sus derechos en la liga, lo traspasan a Phoenix Suns a cambio de una futura tercera ronda del draft, firmando por dos años, pero tras acabar la temporada promediando 5,5 puntos y 2,9 rebotes por partido, fue despedido, retirándose del baloncesto en activo.

## Estadísticas de su carrera en la NBA

### Temporada regular
| Temporada | Edad | Equipo            | Liga  | P  | TIT | MIN  | TC  | TCA | %TC  | 3P  | 3PA | %3P  | TL  | TLA | %TL  | R.OF. | R.DEF. | REB | ASIS | ROB | TAP | PER | FP  | PTS |
| 1972-73   | 23   | TOTAL             | ABA   | 50 |     | 13.3 | 2.2 | 5.6 | .397 | 0.0 | 0.2 | .250 | 0.7 | 1.2 | .610 | 1.2   | 1.1    | 2.4 | 1.5  |     |     | 1.2 | 2.0 | 5.2 |
| 1972-73   | 23   | Memphis Tams      | ABA   | 7  |     | 14.1 | 1.6 | 4.9 | .324 | 0.1 | 0.7 | .200 | 0.3 | 0.6 | .500 | 0.7   | 0.9    | 1.6 | 1.0  |     |     | 0.6 | 2.4 | 3.6 |
| 1972-73   | 23   | Kentucky Colonels | ABA   | 43 |     | 13.2 | 2.3 | 5.8 | .407 | 0.0 | 0.1 | .333 | 0.8 | 1.3 | .618 | 1.3   | 1.2    | 2.5 | 1.6  |     |     | 1.3 | 1.9 | 5.5 |
| 1973-74   | 24   | Phoenix Suns      | NBA   | 28 |     | 13.1 | 2.0 | 4.6 | .438 |     |     |      | 1.4 | 2.0 | .696 | 1.2   | 1.7    | 2.9 | 1.3  | 0.7 | 0.4 |     | 2.6 | 5.5 |
| Total     |      |                   | TOTAL | 78 |     | 13.2 | 2.2 | 5.3 | .410 | 0.0 | 0.2 | .250 | 1.0 | 1.5 | .652 | 1.2   | 1.3    | 2.5 | 1.4  | 0.7 | 0.4 | 1.2 | 2.2 | 5.3 |
|           |      |                   | ABA   | 50 |     | 13.3 | 2.2 | 5.6 | .397 | 0.0 | 0.2 | .250 | 0.7 | 1.2 | .610 | 1.2   | 1.1    | 2.4 | 1.5  |     |     | 1.2 | 2.0 | 5.2 |
|           |      |                   | NBA   | 28 |     | 13.1 | 2.0 | 4.6 | .438 |     |     |      | 1.4 | 2.0 | .696 | 1.2   | 1.7    | 2.9 | 1.3  | 0.7 | 0.4 |     | 2.6 | 5.5 |